# Odonestis ambitiosa
Odonestis ambitiosa är en fjärilsart som beskrevs av Franz Dannehl 1925. Odonestis ambitiosa ingår i släktet Odonestis och familjen ädelspinnare. Inga underarter finns listade i Catalogue of Life.